# Poison Chalice
Poison Chalice är The Accidents andra studioalbum, utgivet 2005 på det svenska skivbolagen Burning Heart Records och Bootleg Booze Records. Skivan utgavs som CD och LP.

## Låtlista
1. "4 Days Til' Payday"
2. "Angel of Death"
3. "Louise"
4. "Poison Chalice"
5. "Good Girl"
6. "She Walks the Line"
7. "I'm on a Roll"
8. "Ain't No Chance (I'm Working on a Day Like This)"
9. "Speedking Crown"
10. "Afterburner"
11. "Wooooly You?"
12. "It's Ginna Be Alright"

### Fotnoter
1. ↑  ”Poison Chalice”. Discogs.com. http://www.discogs.com/Accidents-Poison-Chalice/release/1394625. Läst 1 april 2012.